# جيمس أرثر
جيمس أندرو أرثر (James Andrew Arthur)  أو فقط جيمس أرثر مغني وكاتب أغاني بريطاني ولد في 2 مارس 1988 .ربح الموسم التاسع من المسابقة الغنائية البريطانية إكس فاكتور (بالإنجليزية: X factor)‏ سنة 2012 .انطلاقته الغنائية كانت مع أغنية «مستحيل» (بالإنجليزية: impossible)‏ من إنتاج شركة «سيكو للموسيقى» (بالإنجليزية: syco music)‏ إحتلت الأغنية المركز الأول في ترتيب المملكة المتحدة للأغاني (بالإنجليزية: UK singles charts)‏ بعد أسبوع واحد فقط من إطلاقها وبيعت منها أكثر من 1,4 مليون نسخة في يريطانيا وحدها و 2,5 مليون نسخة في بقية العالم، ليكون بذالك أنجح انطلاقة لرابح في تاريخ البرامج الغنائية في العالم.أغنيته الثانية حملت اسم (بالإنجليزية: you're nobody 'til somebody loves you)‏ إحتلت المركز الثاني في المملكة المتحدة.في سنة 2013 أطلق أول ألبوم له وجاء في المركز الثاني في ترتيب الألبومات البريطانية. بعد إطلاقه لألبومه الأخير الذي حمل إسمه «جيمس أرثر» (بالإنجليزية: James Arthur)‏ تعرض جيمس لعدد من النكسات أهمها أن موقع آي تيونز لم تعرض الألبوم إضافة لأن أهم أغنية في الألبوم (بالإنجليزية: Recovery)‏ جاءت فقط في المرتبة 19 بينما دخلت أغنية (بالإنجليزية: get down)‏ ترتيب الأغاني المائة الأولي بشق الأنفس. فك علي إثرها ارتباطه مع شركة التسجيلات سيكو (بالإنجليزية: syco)‏ التابعة ل«سايمون كاول» (بالإنجليزية: simon cowell)‏ سنة 2014.في العام المقبل وقع عقدا جديدا مع «كولومبيا للتسجيلات» (بالإنجليزية: Colombia records)‏ أطلق إثرها ثاني ألبوماته التي حملت اسم «العائد من الحافة» (بالإنجليزية: back from the edge)‏.تمكن عبر أغنية (بالإنجليزية: say you won't let gow)‏ من العودة بقوة إلي الساحة الفنية بتصدرها لترتيب المملكة المتحدة والسويد وإسكتلاندا ونيوزلاندا وهولاندا وإيرلاندا وجاءت في المركز الحادي عشر في الولايات المتحدة الأمريكية بيلبورد هوت 100 وتم بيع أكثر من 3 ملايبن نسخة في الولايات المتحدة.

## الجوالات الموسيقية
- (The X Factor Live Tour (2013
- (James Arthur Tour (2014
- (The Story So Far Tour (2015
- (Back from the Edge Tour (2017
- (16th Annual Honda Civic Tour (2017 (بمساعدة OneRepublic)

## الجوائز والترشيحات
| السنة | المنظمة                    | الجائزة                   | العمل                  | النتيجة     |
| ----- | -------------------------- | ------------------------- | ---------------------- | ----------- |
| 2013  | جوائز بريت                 | أفضل أغنية بريطانية للعام | "Impossible"           | رُشِّح         |
| 2013  | Los Premios 40 Principales | أفضل أغنية عالمية         | "Impossible"           | فوز         |
| 2013  | NRJ Music Awards           | أفضل صعود عالمي للعام     | "Impossible"           | فوز         |
| 2014  | Radio Regenbogen Awards    | بوب عالمي                 |                        | فوز         |
| 2017  | جوائز بريت                 | أفضل فيديو بريطاني للعام  | "Say You Won't Let Go" | رُشِّح         |
| 2017  | جوائز بريت                 | أفضل مغني بريطاني للعام   | "Say You Won't Let Go" | رُشِّح         |
| 2017  | Teen Choice Awards         | Choice Breakout Artist    |                        | رُشِّح         |
| 2017  | Danish Music Awards        | أفضل أغنية عالمية         | "Say You Won't Let Go" | في الانتظار |
| 2017  | جائزة الموسيقى الأمريكية   | أفضل فنان جديد للعام      |                        | رُشِّح         |

## روابط خارجية
- جيمس أرثر على موقع IMDb (الإنجليزية)
- جيمس أرثر على موقع ميوزك برينز (الإنجليزية)
- جيمس أرثر على موقع أول ميوزيك (الإنجليزية)
- جيمس أرثر على موقع ديسكوغز (الإنجليزية)
- جيمس أرثر على موقع قاعدة بيانات الفيلم (الإنجليزية)